# 顏惠慶臨時內閣
顏惠慶臨時內閣是梁士詒內閣倒台後以顏惠慶為代理國務總理組成的臨時內閣，成立於民國11年（1922年）1月25日，結束於同年4月8日。
梁士詒告假後，外交總長顏惠慶代理國務總理，但是顏惠慶臨時內閣的閣員大多仍為梁士詒內閣成員，奉系勢力依舊強大，直系不滿，進一步財政總長張弧和交通總長葉恭綽辭職，以及促請梁士詒正式辭職。不久後顏惠慶以直奉衝突為又請辭兼任的國務總理職務，由周自齊代理，張、葉的職務也被解除。

## 內閣成員
| 職位         | 姓名   | 備注                 |
| ------------ | ------ | -------------------- |
| 代理國務總理 | 顏惠慶 |                      |
| 外交總長     | 顏惠慶 | 兼任                 |
| 內務總長     | 高凌霨 |                      |
| 財政總長     | 張弧   |                      |
| 陸軍總長     | 鮑貴卿 |                      |
| 海軍總長     | 李鼎新 |                      |
| 司法總長     | 王寵惠 |                      |
| 司法總長     | 董康   | 署理，王寵惠未到任前 |
| 教育總長     | 齊耀珊 | 兼任                 |
| 農商總長     | 齊耀珊 |                      |
| 交通總長     | 葉恭綽 |                      |